# Brîhadîrivka, Kozelșciîna
Brîhadîrivka (în ucraineană Бригадирівка) este un sat în comuna Olenivka din raionul Kozelșciîna, regiunea Poltava, Ucraina.

## Demografie
Componența lingvistică a localității Brîhadîrivka
     Ucraineană (92,12%)
     Rusă (6,16%)
     Maghiară (1,37%)
     Alte limbi (0,34%)
Conform recensământului din 2001, majoritatea populației localității Brîhadîrivka era vorbitoare de ucraineană (92,12%), existând în minoritate și vorbitori de rusă (6,16%) și maghiară (1,37%).